# Carmen Payá Mira
Carmen Payá Mira (Monóvar, Vinalopó Medio, 1917-22 de febrero de 1996) fue una escritora y pianista española.

## Trayectoria
Nació en una familia adinerada y de joven realizó numerosos viajes por Europa. Aprendió a tocar el piano, dio conciertos y empezó a escribir en la prensa.
Comenzó a escribir artículos para la prensa de su localidad natal en periódicos como Renovación y La Cháchara. En 1930 se trasladó a Madrid, donde estudió Filosofía y Letras, además de traducir obras de la literatura francesa y seguir colaborando en la prensa. En 1934 publicó su primer libro: Las Aventuras de un hombre tímido en París, y se instaló en Madrid.
Donó una biblioteca a la Casa del Pueblo de Monóvar. Se casó a los 18 años quedando viuda con un hijo a los diez meses. El comienzo de la guerra civil le sorprendió en Madrid y, ante el miedo a los bombardeos, decidió trasladarse a Monóvar. Aceptó ser concejala por el Partido Socialista Obrero Español (PSOE) y así se convirtió en la primera en serlo de la localidad. Volvió a casarse en 1936, pero su marido desapareció en el frente, al poco de nacer su hija.
Cuando finalizó la guerra fue juzgada en un consejo celebrado el 27 de septiembre de 1939 que la condenó a 20 años de prisión por auxilio a la rebelión. Ingresó en la cárcel de mujeres de Santa Clara en Valencia, fue conmutada su pena por la de 12 años y fue amnistiada en 1943. 
Cuando salió de prisión, se le prohibió regresar a Monóvar durante dos años y se instaló con su hija en Valencia. Tras una etapa de graves dificultades económicas, comenzó a dar conciertos por España y en el extranjero y a escribir en la prensa volviendo a instalarse en Madrid. Escribió en Pueblo, Ya y ABC, entre otros periódicos. En sus obras criticaba la subordinación de la mujer casada al marido según el Código Civil, defendía la educación y la actividad pública de la mujer sin renunciar a su condición femenina y rechazando la frivolidad.
Otras de sus obras fueron la conferencia pronunciada en la clausura del curso de la Asociación de Escritores y Artistas La mujer y su significación en la vida actual, la novela Una mujer triunfa y sus memorias, Una mujer y tres cárceles: memorias de amor y dolor.
Murió en 1996.

## Reconocimientos
En su pueblo natal una calle lleva su nombre.